# Kammerphilharmonie Leipzig
La Kammerphilharmonie di Lipsia è, un'orchestra da camera con sede a Lipsia, composta da musicisti che studiano o si sono diplomati all'Università della musica e del teatro di Lipsia e che ora sono attivi in orchestre come la Gewandhaus Orchestra e l'Orchestra sinfonica della radio di Lipsia.

## Storia
L'orchestra, che esiste dal 2000, mantiene un vasto repertorio dal barocco al moderno, compresi i concerti nella grande sala della Gewandhaus e nella Konzerthaus di Berlino, così come i concerti di gala tradizionali tra fine ed inizio anno. Le tournée hanno portato l'ensemble in paesi come Cina, Corea del Sud, India e Stati Uniti. L'orchestra lavora a stretto contatto con cori di Lipsia, direttori ospiti, solisti rinomati e riconosciuti a livello internazionale. L'offerta musicale è completata dal coro filarmonico e dal coro giovanile filarmonico di Lipsia.
La Kammerphilharmonie lavora sotto la direzione artistica di Michael Köhler.